# Joseph-Marie Bipoun-Woum
Joseph-Marie Bipoun-Woum, né le 15 novembre 1940 dans l'arrondissement d'Edéa et mort le 28 juin 2023 à Istanbul, est professeur émérite de droit des universités du Cameroun, ancien doyen de la faculté des sciences juridiques et politiques de l'université de Yaoundé II et ancien ministre camerounais de la Culture, puis de la Jeunesse et des Sports. Il est président de  la chambre d'arbitrage et de conciliation auprès du comité national olympique et sportif du Cameroun et membre du Conseil constitutionnel.

## Parcours administratif et politique
Joseph-Marie Bipoun-Woum entre au gouvernement le 27 novembre 1992 comme ministre de la Culture. Le 21 juillet 1994, il devient ministre de la Jeunesse et des Sports. Après quatre années de fonctions ministérielles, il quitte le gouvernement le 19 septembre 1996 et reprend aussitôt ses enseignements de droit constitutionnel et de droit international de même que ses responsabilités au département de droit public à la faculté des sciences juridiques et politiques de l'université de Yaoundé II.

## Fonctions diplomatiques
En 2008, il devient membre de la Chambre d’arbitrage de la Cour internationale de justice de La Haye pour une période de six ans. 

## Œuvres
Il est l'auteur de plusieurs ouvrages dont celui portant sur Le droit international africain : problèmes généraux, règlement des conflits en 1970. En 1986, il publie le Dossier de publications scientifiques de Monsieur Bipoun Woum Joseph-Marie (1972-1985) qui compile toutes ses productions scientifiques.

## Décès
Il meurt le 28 juin 2023 à Istanbul de suites de longue maladie.